# Chichipatos
Chichipatos es una serie de televisión colombiana de comedia creada por Dago García y producida por Caracol Televisión para la plataforma Netflix.
Dirigida por Juan Camilo Pinzón, la serie está protagonizada por Antonio Sanint, Biassini Segura, María Cecilia Sánchez, Mariana Gómez, Julián Cerati, Yuriko Londoño y Julián Caicedo, además de contar con apariciones especiales de Lina Tejeiro, Andy Rivera y El Mindo. Fue estrenada el 15 de mayo de 2020.

## Sinopsis
Juan Morales "Juanquini" es un torpe mago que sobrevive brindando un pobre espectáculo infantil acompañado de su familia. Cierto día, en una peligrosa fiesta, logra hacer el truco de su vida: desaparecer del escenario a un buscado criminal. Ahora deberá afrontar sus actos ante la justicia.

## Reparto
- Antonio Sanint como Juan Morales "Juanquini"
- Biassini Segura como El Ñato Orduz o Don Heriberto
- María Cecilia Sánchez como Margot
- Mariana Gómez como Mónica
- Aura Cristina Geithner como Amalia "La Suegra"
- Julián Cerati como Samuel
- Lina Tejeiro como Brigitte
- El Mindo como Lucho
- Julio César Herrera como El Capi González
- Nataly Umaña como La Profesora Estela
- Juan Alfonso Baptista como Matías
- Yuriko Londoño como Agente Smith
- María José Vargas como Rosalba/La Monja
- Cristian Villamil como Señor Ortíz
- Jacques Toukhmanian como Queiroz
- María Nela Sinisterra como Yurani
- Martín Karpan cómo Martín Guerra